# Nealotus
Nealotus is een monotypisch geslacht van straalvinnige vissen uit de familie van slangmakrelen (Gempylidae). Het geslacht is voor het eerst wetenschappelijk beschreven in 1865 door Johnson.

## Soort
- Nealotus tripes Johnson, 1865